# La Boîte à malice
La Boîte à malice je francouzský němý film z roku 1903. Režisérem je Georges Méliès (1861–1938). Film trvá zhruba dvě minuty.

## Děj
Kouzelník s pomocí asistenta vyčaruje mladou ženu, kterou přiměje vlézt do úzké krabice. Kouzelník po chvíli krabici otevře, čímž nechá ženu zase objevit a zmizet. Na závěr kouzelník a jeho pomocník vlezou do krabice, která se sama odvalí z laboratoře.